# Medaglia Priestley
La medaglia Priestley (in inglese Priestley Medal) è una medaglia d'onore conferita dall'American Chemical Society (ACS) per contributi notevoli nel campo della chimica. Fondato nel 1922, il premio prende il nome da Joseph Priestley, scopritore dell'ossigeno che emigrò negli Stati Uniti nel 1794.
La medaglia era originariamente conferita ogni tre anni, ma dal 1944 viene assegnata annualmente.

## Vincitori

### Dal 1923 al 1949
- 1923 Ira Remsen
- 1926 Edgar Fahs Smith
- 1929 Francis P. Garvan
- 1932 Charles L. Parsons
- 1935 William A. Noyes
- 1938 Marston T. Bogert
- 1941 Thomas Midgley
- 1944 James Bryant Conant
- 1945 Ian Morris Heilbron
- 1946 Roger Adams
- 1947 Warren K. Lewis
- 1948 Edward R. Weidlein
- 1949 Arthur B. Lamb

### Dal 1950 al 1999
- 1950 Charles A. Kraus
- 1951 E. J. Crane
- 1952 Samuel C. Lind
- 1953 Robert Robinson
- 1954 W. Albert Noyes, Jr.
- 1955 Charles A. Thomas
- 1956 Carl S. Marvel
- 1957 Farrington Daniels
- 1958 Ernest H. Volwiler
- 1959 Hermann Irving Schlesinger
- 1960 Wallace R. Brode
- 1961 Louis Plack Hammett
- 1962 Joel H. Hildebrand
- 1963 Peter Debye
- 1964 John C. Bailar, Jr.
- 1965 William J. Sparks
- 1966 William O. Baker
- 1967 Ralph Connor
- 1968 William G. Young
- 1969 Kenneth S. Pitzer
- 1970 Max Tishler
- 1971 Frederick D. Rossini
- 1972 George B. Kistiakowsky
- 1973 Harold C. Urey
- 1974 Paul J. Flory
- 1975 Henry Eyring
- 1976 George S. Hammond
- 1977 Henry Gilman
- 1978 Melvin Calvin
- 1979 Glenn T. Seaborg
- 1980 Milton Harris
- 1981 Herbert C. Brown
- 1982 Bryce Crawford
- 1983 Robert S. Mulliken
- 1984 Linus Pauling
- 1985 Henry Taube
- 1986 Karl A. Folkers
- 1987 John D. Roberts
- 1988 Frank H. Westheimer
- 1989 George C. Pimentel
- 1990 Roald Hoffmann
- 1991 Harry B. Gray
- 1992 Carl Djerassi
- 1993 Robert W. Parry
- 1994 Howard E. Simmons
- 1995 Derek Harold Richard Barton
- 1996 Ernest L. Eliel
- 1997 Mary L. Good
- 1998 Frank Albert Cotton
- 1999 Ronald Breslow

### Dal 2000 a oggi
- 2000 Darleane C. Hoffman
- 2001 Fred Basolo
- 2002 Allen Bard
- 2003 Edwin J. Vandenberg
- 2004 Elias James Corey
- 2005 George Andrew Olah
- 2006 Paul S. Anderson
- 2007 George M. Whitesides
- 2008 Gábor Arpad Somorjai
- 2009 Frederick Hawthorne
- 2010 Richard Zare
- 2011 Ahmed Zewail
- 2012 Robert S. Langer
- 2013 Peter J. Stang
- 2014 Stephen J. Lippard
- 2015 Jacqueline Barton
- 2016 Mostafa El-Sayed
- 2017 Tobin J. Marks
- 2018 Geraldine L. Richmond
- 2019 Barry Sharpless